# Pararge goodsoni
Pararge goodsoni är en fjärilsart som beskrevs av Hopkins 1955. Pararge goodsoni ingår i släktet Pararge och familjen praktfjärilar. Inga underarter finns listade i Catalogue of Life.